# Цистодерма амиантовая
Цистодерма амиантовая (лат. Cystoderma amianthinum) — условно-съедобный гриб семейства Шампиньоновые. Широко распространён в умеренной зоне Северного полушария.

## Названия и таксономия
Научные синонимы: 
- Agaricus granulosus var. amianthinus (Scop.) Fr., 1838
- Armillaria amianthina (Scop.) Kauffm., 1923
- Lepiota amianthina (Scop.) P. Karst., 1879
- Lepiota granulosa var. amianthina (Scop.) P. Kumm., 1871

Другие русские названия: цистодерма остистая, зонтик амиантовый.
Вид впервые описан как Agaricus amianthinus в 1772 г. итальянско-австрийским естествоиспытателем Джованни Скополи. Современное видовое название было предложено в 1889 г. швейцарским микологом Виктором Файодом.
Родовое наименование гриба Cystoderma происходит от греческого κύστη (kysti), пузырь, волдырь, и δέρμα (derma), кожа; видовой эпитет amianthinum — от αμίαντοσ (amiantos), незапятнанный.

### Подвиды и формы
- Cystoderma amianthinum f. album (Maire) A.H. Sm. & Singer, 1945 — белошляпочная форма, в настоящее время не выделяется в отдельный таксон;[4]
- Cystoderma amianthinum f. olivaceum Singer, 1945 — отличается оливковой окраской шляпок молодых грибов; форма встречается в Сибири;
- Cystoderma amianthinum f. rugosoreticulatum (F. Lorinser) A.H. Sm. & Singer, 1945 — форма с радиально-морщинистой шляпкой, встречается во Франции, иногда выделяется в отдельный вид Cystoderma rugosoreticulatum (F. Lorinser) Wasser, 1978;
- Cystoderma var. longisporum (Kühner) Locq., 1945 и Cystoderma var. sublongisporum Singer, 1945 в настоящее время выделены в отдельный вид Cystoderma jasonis (Cooke & Massee) Harmaja, 1978[4].

## Описание
Шляпка небольшая, 2—5 см ∅ ; у молодых грибов — коническая или полушаровидная, позднее — плосковыпуклая или плоская, с тупым бугорком в центральной части, с подвёрнутым, выпрямленным или, иногда, загнутым вверх бахромчатым краем. Цвет шляпки — от бледно-рыжевато-коричневого до охристо-жёлтого, в центре более тёмный; у молодых грибов поверхность шляпки — зернисто-мучнистая, с хлопьевидными остатками покрывала по краю, у старых — сухая, часто радиально-морщинистая или складчатая.
Пластинки неравные, узкие, частые, приросшие к ножке, у молодых грибов белые, позднее — кремово- или охряно-желтоватые.
Ножка 3—7 х 0,4—0,8 см, цилиндрическая или сужающаяся кверху, сплошная, позднее — полая, волокнистая, над кольцом беловатая, гладкая, ниже кольца — мучнистая или зернистая, одного цвета со шляпкой. Кольцо, остающееся от желтоватого частного покрывала, короткоживущее, часто отсутствует.
Мякоть беловато-желтоватая, тонкая, с невыраженным мучным вкусом и слабым неприятным, плесневым запахом.
Споровый порошок белый или желтоватый.

### Микроморфология
Споры 4—7 х 3—4 мкм, эллиптические, гладкие, слабо амилоидные.
Цветовые химические реакции: В KOH поверхность шляпки ржаво-красная.

## Экология и распространение
Широко распространён в умеренной зоне Северного полушария. Растёт одиночно и небольшими группами в хвойных, реже — в смешанных лесах, на полянах, иногда на лугах, пустошах, в парках; во мху, среди папоротников, в брусничниках, часто глубоко зарываясь в лесную подстилку, неподалёку от молодых сосен
, иногда — рядом с ивами. Плодоносит с августа по октябрь, иногда вплоть до заморозков.

## Пищевые качества
Гриб считается условно-съедобным (четвёртой категории), так как из-за внешнего сходства с ядовитыми пластинчатыми грибами и невысоких вкусовых качеств практически не употребляется в пищу.

## Сходные виды
Внешне сходна с некоторыми ядовитыми представителями родов лепиота и паутинник Отличается от них зернистым покрытием шляпки и ножки, морщинистой шляпкой, хрупким и эфемерным кольцом, а также микроморфологическими характеристиками спор.